# Vitry-le-Croisé
Vitry-le-Croisé är en kommun i departementet Aube i regionen Grand Est (tidigare regionen Champagne-Ardenne) i nordöstra Frankrike. Kommunen ligger  i kantonen Essoyes som ligger i arrondissementet Troyes. År 2022 hade Vitry-le-Croisé 224 invånare.

## Befolkningsutveckling
Antalet invånare i kommunen Vitry-le-Croisé
Referens: INSEE